# 海户屯站
海户屯站是一个位于中国北京市丰台区大红门街道南苑路福海公园北側，属于北京地铁8号线的地铁车站，于2018年12月30日随8号线三期南段开通而投入使用。

## 位置
海户屯站位于南三环外，木樨园桥南侧，沿南苑路呈南北走向布置。

## 结构

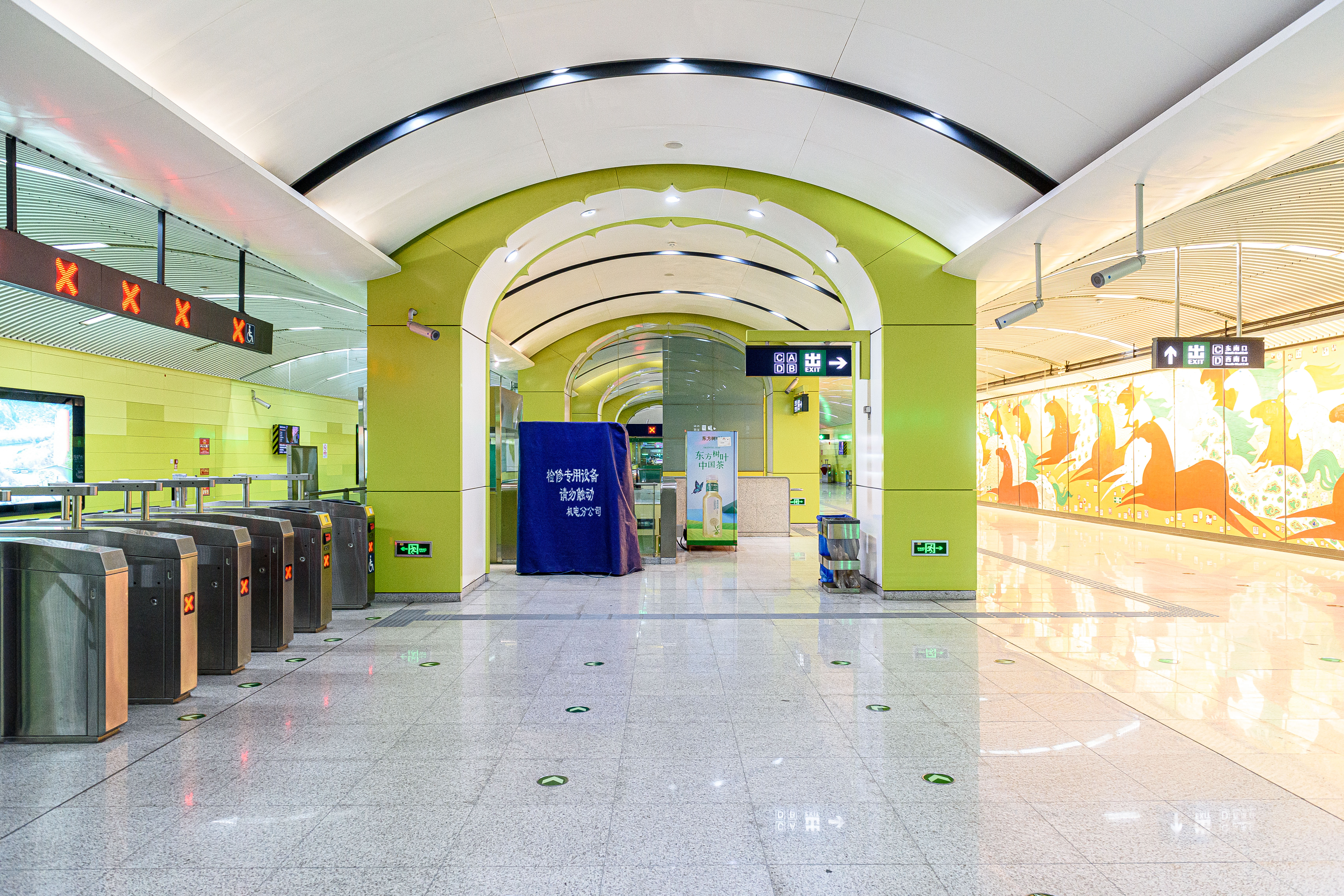
站厅

海户屯站为地下二层车站，岛式站台设计。车站站厅预留与东侧规划商业设施和公交枢纽相连的条件。月台南端设有一条渡线。
站厅内有一幅壁画，名为《万马奔腾图》，描绘了矫健的骏马在广阔草原奔腾前行的壮阔场面。海户屯在古代属于南苑，曾是皇家饲养马匹的地方，因此设置这幅壁画。壁画使用金色打底，与红绿黄的主色调形成强烈对比；布满画面的篆刻印章，更是让整个作品既具有当代性又不失传统的厚度。
| 地面层          | 街道                      | A-D出入口                        |
| 地下一层 站厅层 | 站厅                      | 客务中心、自动售票机、进出站闸机 |
| 地下二层 站台层 |                           | █ 8号线往朱辛庄（木樨园）        |
| 地下二层 站台层 | 岛式站台，左側開门        |                                  |
| 地下二层 站台层 | █ 8号线往瀛海（大红门南） |                                  |

## 出入口
|                           |                  |                  |      |            |  |
| 编号                      | 指示             | 建议前往的目的地 | 图片 | 无障碍设施 |  |
| 出口 · A · 2 · 升降机标志 | 南苑路、丰海北街 | 海户屯小区北区   |      |            |  |
| 出口 · B · 1 · 升降机标志 | 南苑路、海户屯路 |                  |      |            |  |
| 出口 · C                  | 南苑路           |                  |      | 不適用     |  |
| 出口 · D                  | 南苑路、丰海街   | 海户屯小区南区   |      | 不適用     |  |
| 註： 設有                 |                  |                  |      |            |  |